# Victor d'Arcy
Victor Henry Augustus "Vic" d'Arcy (Rotherhithe, Londres, 30 de juny de 1887 – Fish Hoek, Ciutat del Cap, Sud-àfrica, 12 de març de 1961) va ser un atleta anglès que va competir a començaments del segle xx. És conegut per haver guanyat una medalla d'or als Jocs Olímpics de 1912.
Durant la seva carrera esportiva va prendre part en dues edicions dels Jocs Olímpics, el 1912 i el 1920. El 1912, a Estocolm, va guanyar una medalla d'or en la prova dels 4×100 metres relleus. En les altres dues proves del programa d'atletisme que disputà, els 100 i 200 metres quedà eliminat en semifinals.
El 1920, als Jocs d'Anvers, després de l'obligat parèntesi de la Primera Guerra Mundial va disputar les mateixes tres proves que vuit anys abans. En els 4×100 metres relleus fou quart, mentre en els 100 metres quedà eliminat en semifinals i en els 200 metres en sèries.
Després dels Jocs es traslladà a Sud-àfrica, on va viure fins a la seva mort, el 1961.